# Aubusson (Creuse)
Aubusson település Franciaországban, Creuse megyében. Lakosainak száma 3036 fő (2022. január 1.). Aubusson Alleyrat, Blessac, Moutier-Rozeille, Saint-Alpinien, Saint-Amand, Saint-Maixant, Saint-Marc-à-Frongier, Saint-Pardoux-le-Neuf és Saint-Quentin-la-Chabanne községekkel határos.

## Népesség
A település népességének változása:
| Lakosok száma | 5934 | 5710 | 5097 | 4239 | 3679 | 3496 | 3366 | 3248 | 3181 | 3036 |
|               | 1968 | 1982 | 1990 | 2006 | 2013 | 2015 | 2017 | 2019 | 2020 | 2022 |